# انتروکوک مقاوم به وانکومایسین
انتروکوک مقاوم به وانکومایسین (VRE)، سویه‌های باکتریایی از سرده انتروکوک هستند که در برابر آنتی‌بیوتیک وانکومایسین مقاوم هستند.

## برای مطالعهٔ بیشتر
- Rastall, Bob; Gibson, Glenn (2006-05-01). Prebiotics: Development and Application. John Wiley & Sons. ISBN 978-0-470-02314-3.